# Coca (Segovia)
Coca is een gemeente in de Spaanse provincie Segovia in de regio Castilië en León met een oppervlakte van 98,45 km². Coca telt 1.863 inwoners (1 januari 2016).

## Bezienswaardigheden
- Het Kasteel van Coca in Spaanse Mudejar-architectuur.

## Afbeeldingen

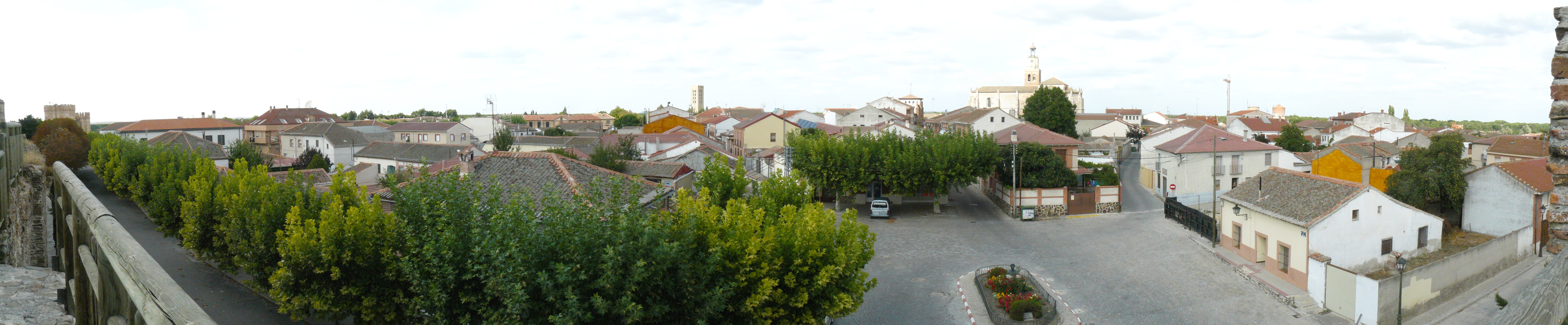
Panorama van Coca vanop de burcht
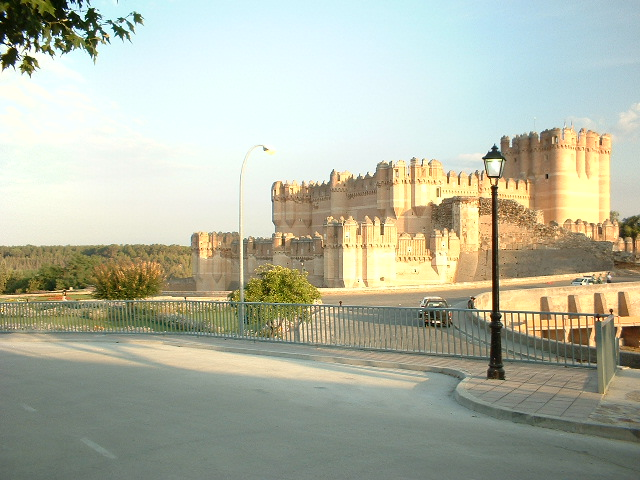
Burcht te Coca
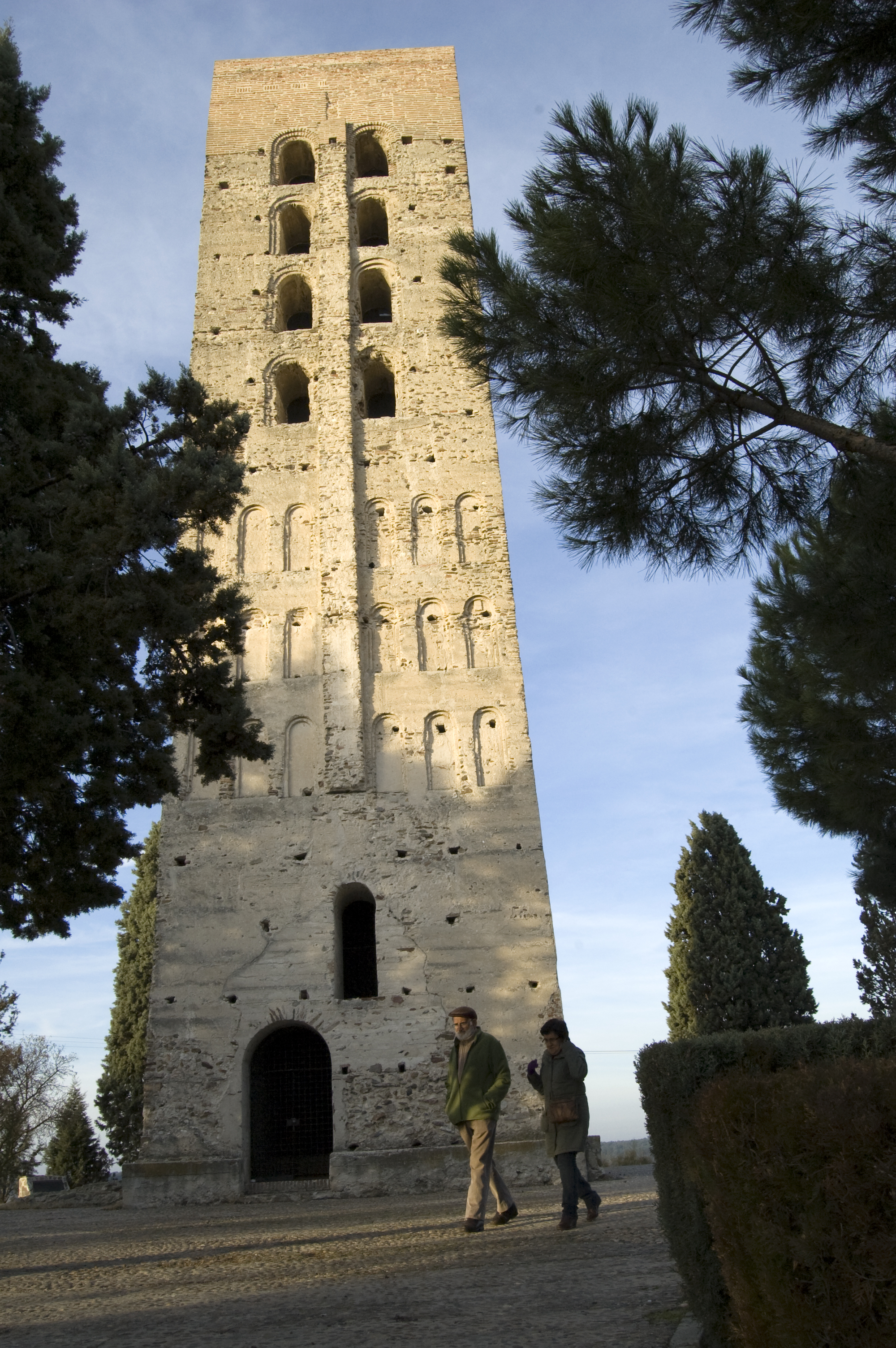

## Geboren
- Theodosius I (346-395), keizer van het oostelijke deel van het Romeinse Rijk (379-395)